# Mattermost
Mattermost — приложение для обмена мгновенными сообщениями с открытым исходным кодом с возможностью обмена файлами, поиска и различных интеграций. Приложение используется в качестве внутреннего чата в организациях и компаниях и в основном позиционируется как альтернатива с открытым исходным кодом таким решениям как Slack и Microsoft Teams.

## История
Изначально приложение было проприетарным, поскольку оно использовалось для внутренних нужд SpinPunch, студии разработчиков игр, но позже он был открыт. Версия 1.0 была выпущена 2 октября 2015 года.
Проект поддерживается и развивается Mattermost Inc. Компания получает прибыль за оказание услуг по поддержке и продажe дополнительных функций, которых нет в версии с открытым исходным кодом.
Приложение также интегрировано в GitLab как «GitLab Mattermost».

## Возможности
В СМИ Mattermost рассматривается как альтернатива более популярному Slack. Помимо версии для браузера, существуют десктопные клиенты для Windows, macOS и Linux и мобильные приложения для iOS и Android.
Начиная с версии 6.0 Mattermost включает в себя функции канбан-доски и потока работ, интегрированные в основной интерфейс.

## Распространение
В конце лета 2020 года Mattermost был протестирован сообществом Викимедиа в качестве чата Викимедиа в облачных сервисах Викимедиа.
Среди организаций, внедривших Mattermost, есть лаборатория ЦЕРН, компании Tesla, Novatorkids и Boeing, а также Министерство обороны США и ГК «Астра».